# Виродова-Готьє Валентина Гаврилівна
Валенти́на Гаври́лівна Виродова-Готьє́ (нар. 4 жовтня 1934, Київ) — українська художниця, педагог. Член Національної спілки художників України (1962). Заслужений діяч мистецтв УРСР (1989). Член-кореспондент Національної академії мистецтв України, заслужений діяч мистецтв України (2009), професор Національної академії образотворчого мистецтва і архітектури (1990), лауреат Мистецької премії «Київ» імені Сергія Шишка (2001). Мати художниці Наталії Карєвой-Готьє.

## Біографія
Народилась 4 жовтня 1934 року в родині вченого-математика Гаврила Пилиповича Виродова (1910—1954) та його дружини Анни Едуардівни Готьє (1912—1965).
Навчалася у Республіканській середній художній школі ім. Т. Г. Шевченка (1947—1953, педагог П. В. Жаров).
У 1959 закінчила Київський державний художній інститут за спеціальністю «живопис» (майстерня професора О. Шовкуненка). Відтоді ж розпочала викладацьку діяльність у Київському державному художньому інституті (нині Національна академія образотворчого мистецтва і архітектури). По 1969 рік працювала асистентом, старшим викладачем кафедри живопису КДХІ. Викладала в майстернях І. Штільмана, О. Сиротенка, В. Костецького, К. Трохименка, упродовж 1970-х ― у навчальній творчій майстерні В. Пузиркова. Від 1972 — доцент кафедри живопису, від 1990 — професор кафедри живопису і композиції.
Серед учнів Валентини Виродової-Готьє багато відомих українських митців: художники Леся Левада, Олександр Луцкевич, Володимир Колесник, Віра Баринова-Кулеба та ін.
Від 1959 р. — учасниця всесоюзних, республіканських, зарубіжних художніх виставок. Персональні виставки — у Києві (1984, 1999).
Твори художниці зберігаються в музеях України та зарубіжних зібраннях Австралії, Бельгії, Британії, Італії, Німеччини, Росії, США, Франції.

## Творчість
Майстер портрета, жанрового та пейзажного живопису. Головна тема творчості — образи сучасників. Авторка великої серії портретів видатних діячів української культури — художників, композиторів, співаків, письменників. У них майстриня змогла не тільки передати зовнішню схожість, характерні пози, жести, але й створити справжні психологічні образи. Твори художниці відрізняються граничною ясністю композиції, виразним лаконічним малюнком, гармонійним витонченим колоритом.

## Вибрані твори
Портрети: «Маруся» (1962), М. Рильського (1963), Л. Ревуцького, М. Приймаченко (обидва — 1975), П. Майбороди (1977), Ю. Ярмиша (1978), С. Олійника, І. Дерюгіної (обидва — 1979), О. Гончара (1981), Є. Мірошниченко, К. Трохименка (обидва — 1982), С. Шишка (1984), Н. Матвієнко (1989), «Автопортрет» (1990), Д. Лідера (1995), О. Басистюк (2000); тематичні полотна — «Дівчата-колгоспниці» (1959), «Сорочинські вишивальниці» (1961), «Лист солдата» (1964), «На колгоспному подвір'ї» (1967), «Горобчики» (1968), «Жнива» (1970), «Зимка» (1971), «Косовиця» (1972), «Польові квіточки» (1976), «До школи» (1978), «Хлопчики» (1984), «Гребуть сіно» (1989), «Сама в хаті» (1990), «Сині Карпати» (1996), «Вишивальниці» (1998), «Мати з дітьми» (2005); серії пейзажів — «Седнівські краєвиди» (1979), «Київські краєвиди» (1980); «Квіти на підвіконні» (1963), «Півонії» (1984), «Літо. Верби» (2004).

## Нагороди
- Медаль «У пам'ять 1500-річчя Києва» (1982)
- Медаль «Ветеран праці» (1988)
- Заслужений діяч мистецтв України (1989)
- Мистецька премія «Київ» імені Сергія Шишка (2001)
- Золота медаль НАОМА (2009)
- Золота медаль НАМ України (2012)[1].